# Drew Bundini Brown
Drew Bundini Brown, född 21 mars 1928, död 24 september 1987, var en assisterande tränare och motivationstränare för boxningslegendaren Muhammad Ali. Bundini Brown var imponerad av Cassius Clay (som han hette innan konverteringen till islam) och hans förmåga att lyckas förutspå den exakta ronden som han skulle vinna och frågade därför den unge Cassius Clay om han fick vara med i hans team i en match mot Doug Jones 1963. Drew Bundini blev kvar hos Clay genom hela hans karriär fram till 1981. 
Drew Bundini har även medverkat som skådespelare i flera filmer.